# サーマ・ヴェーダ
『サーマ・ヴェーダ』（Sāmaveda, सामवेद）は、バラモン教の聖典であるヴェーダの一つ。

## 概要
祭式において旋律にのせて歌われる讃歌（sāman）を収録したもの。
歌詠を司るウドガートリ祭官（udgātṛ）によって護持されてきた。
讃歌の多くは『リグ・ヴェーダ』に、一部は他のヴェーダ文献に材を取っており、オリジナルのものは少ない。
伝説によれば、『サーマ・ヴェーダ』はかつて1000の流派（シャーカー）に分かれていたというが:163注2、現在はカウトゥマ（Kauthuma）、ラーナーヤニーヤ（Rāṇāyanīya）、ジャイミニーヤ（Jaiminīya）3派のものが文献として残っている。3派のスタンザの数は、それぞれ585、1225、58あるが、重複部分もある。
『サーマ・ヴェーダ』の本文であるサンヒターは、アールチカ（ārcika）とウッタラールチカ（uttarārcika）の2部に分かれ、前者は韻律と対象となる神によって配列されているが、後者は供犠の種類によって配列されている:166。
サーマ・ヴェーダにとって重要なのは讃歌の歌詞よりも旋律（サーマン）であるが:164-165、アールチカおよびウッタラールチカのいずれも音楽は記録されておらず、歌詞のみが記されている:166。旋律を記したものとしてはガーナ（gāna）が附属し、これはより時代の新しいものだが:166-167、インド音楽の歴史を知る上で重要な資料になっている:169。アールチカに附属するガーナにはグラーマゲーヤガーナとアラニヤガーナがあり、ウッタラールチカに附属するガーナにウハガーナとウヒヤガーナがある:167。